# Adinkerke Churchyard Extension
Adinkerke Churchyard Extension is een Britse militaire begraafplaats met gesneuvelden uit de Eerste Wereldoorlog, gelegen in het Belgische dorp Adinkerke, een deelgemeente van De Panne. De begraafplaats is een onderdeel van de Belgische militaire begraafplaats van Adinkerke en ze ligt achter de dorpskerk. De twee perken met de Commonwealth-doden zijn samen 222 m² groot en worden onderhouden door de Commonwealth War Graves Commission. 
Er worden 67 Britten herdacht waarvan er 8 afkomstig zijn uit Brits-West-Indië.

## Geschiedenis
Het Britse XV Corps werd van juni tot november 1917 ingezet tussen de kust en Sint-Joris. De 1st Canadian Casualty Clearing Station (dit is een medische hulppost) bevond zich voor een korte periode in juni te Adinkerke. Van juli tot november 1917 bevonden de 24th en de 39th Casualty Clearing Stations zich aan de Oosthoek (een gehucht tussen Adinkerke en Veurne). De doden die hier begraven zijn waren bijna allemaal afkomstig uit deze hulpposten.
De begraafplaats werd in 2008 als monument beschermd.

## Onderscheiden militairen
- koporaal Arthur Brain (King's Own Yorkshire Light Infantry) werd onderscheiden met de Distinguished Conduct Medal (DCM).
- matroos E.C. Aslett (Royal Navy Naval Siege Guns (France)) werd onderscheiden met de Distinguished Service Medal (DSM).
- sergeant G.W. Peck (Royal Engineers) en kanonnier C. Smith (Royal Field Artillery) werden onderscheiden met de Military Medal (MM).